# Hawley (Texas)
Hawley è un centro abitato degli Stati Uniti d'America situato nella contea di Jones dello Stato del Texas.
La popolazione era di 634 persone al censimento del 2010. Fa parte dell'area metropolitana di Abilene.

## Geografia fisica
Hawley è situata a 32°36′43″N 99°48′48″W (32.612023, -99.813315).
Secondo lo United States Census Bureau, ha un'area totale di 2,9 miglia quadrate (7,5 km²).

## Società

### Evoluzione demografica
Secondo il censimento del 2000, c'erano 646 persone, 239 nuclei familiari e 184 famiglie residenti nella città. La densità di popolazione era di 219,7 persone per miglio quadrato (84,8/km²). C'erano 264 unità abitative a una densità media di 89,8 per miglio quadrato (34,7/km²). La composizione etnica della città era formata dal 96,44% di bianchi, lo 0,15% di afroamericani, lo 0,93% di asiatici, l'1,70% di altre razze, e lo 0,77% di due o più etnie. Ispanici o latinos di qualunque razza erano il 4,18% della popolazione.
C'erano 239 nuclei familiari di cui il 39,3% aveva figli di età inferiore ai 18 anni, il 63,6% aveva coppie sposate conviventi, il 9,2% aveva un capofamiglia femmina senza marito, e il 22,6% erano non-famiglie. Il 20,1% di tutti i nuclei familiari erano individuali e il 10,9% aveva componenti con un'età di 65 anni o più che vivevano da soli. Il numero di componenti medio di un nucleo familiare era di 2,70 e quello di una famiglia era di 3,11.
La popolazione era composta dal 30,7% di persone sotto i 18 anni, il 7,3% di persone dai 18 ai 24 anni, il 28,5% di persone dai 25 ai 44 anni, il 22,3% di persone dai 45 ai 64 anni, e l'11,3% di persone di 65 anni o più. L'età media era di 34 anni. Per ogni 100 femmine c'erano 96,4 maschi. Per ogni 100 femmine dai 18 anni in giù, c'erano 94,8 maschi.
Il reddito medio di un nucleo familiare era di 31.771 dollari e quello di una famiglia era di 36.625 dollari. I maschi avevano un reddito medio di 25.893 dollari contro i 21.071 dollari delle femmine. Il reddito pro capite era di 14.879 dollari. Circa il 9,3% delle famiglie e il 13,0% della popolazione erano sotto la soglia di povertà, incluso il 18,8% di persone sotto i 18 anni e il 15,9% di persone di 65 anni o più.